# 후루하시 교고
후루하시 교고(일본어: 古橋 亨梧, 1995년 1월 20일 ~)는 일본의 축구 선수로 현재 EFL 챔피언십의 버밍엄 시티에서 공격수로 활약하고 있다.

## 선수 경력

### 클럽
2017년 J2리그의 FC 기후에서 데뷔하여 2018 시즌까지 공식전 71경기 19골을 터뜨린 후 2018년 8월 1일 J1리그의 비셀 고베로 이적한 뒤 2021 시즌까지 공식전 111경기 50골을 터뜨리며 2019년 천황배 우승, 2020년 일본 슈퍼컵 우승, 2020년 AFC 챔피언스리그 4강, J1리그 2021 3위 등의 성과를 거두었으며 특히 2019 시즌부터 2021 시즌까지 3시즌 연속 리그 10골 이상을 꾸준히 기록했다.
그리고 2021 시즌을 마친 뒤 약 75억원의 이적료에 스코티시 프리미어십의 강호 셀틱 FC로의 이적을 확정지으며 데뷔 4년만에 유럽 리그로 진출했다.

### 국가대표팀
2019년 11월 19일 베네수엘라와의 경기에서 국제 A매치 데뷔전을 치른 후 2021년 3월 30일 몽골과의 2022년 FIFA 월드컵 아시아 지역 2차 예선 F조 5차전에서 A매치 데뷔골을 멀티골로 장식하며 팀의 14-0 대승에 일조했으며 타지키스탄과의 7차전에서도 선제골을 터뜨리며 4-1 완승에 기여했다.

## 통계
| 일본 | 일본 | 일본 |
| 연도 | 출전 | 득점 |
| ---- | ---- | ---- |
| 2019 | 1    | 0    |
| 2020 | 0    | 0    |
| 2021 | 11   | 3    |
| 2022 | 4    | 0    |
| 2023 | 5    | 2    |
| 2024 | 1    | 0    |
| 통산 | 22   | 5    |